# Extraliga družstev 2020 (Česko, sportovní střelba)
Extraliga družstev 2020 byl 9. ročník nejvyšší české soutěže tříčlenných družstev ve sportovní střelbě ze vzduchové pistoli. Jedná se o tříkolovou soutěž dle principu European Youth League, která se konala v Plzni (ASS Dukla Plzeň) od ledna do března 2020.
Jednalo se o první ročník, kdy poslední umístěný tým sestoupil do 1. ligy a naopak první z této nižší soutěže postoupil do vyšší. Zvýšila se tak motivace týmů při třetím kole.

## Výsledky
Poznámka: Žlutý tým na pátém místě se zúčastnil baráže o sestup a šestý tým do nižší soutěže, tedy 1. ligy družstev, sestoupil.
| Pořadí           | Tým             |
| ---------------- | --------------- |
| Zlatá medaile    | SSK Dukla Plzeň |
| Stříbrná medaile | SSK Duel Praha  |
| Bronzová medaile | SSK Borek       |
| 4.               | SSK Louny       |
| 5.               | SSK Olymp Plzeň |
| 6.               | SSK Praha 6     |